# Episodi di Un milione di piccole cose (quinta stagione)
La quinta stagione della serie televisiva A Million Little Things, composta da 13 episodi, è stata trasmessa negli Stati Uniti sul network ABC dall'8 febbraio al 3 maggio 2023.
In Italia la stagione è stata trasmessa dal 31 agosto all'8 settembre 2023 su Rai Premium, alle ore 9:45.
| N. | Titolo originale   | Titolo italiano           | Prima tv Usa     | Prima tv Italia   |
| -- | ------------------ | ------------------------- | ---------------- | ----------------- |
| 1  | The Last Dance     | Mai rimandare             | 8 febbraio 2023  | 31 agosto 2023    |
| 2  | Think Twice        | Pensaci bene              | 15 febbraio 2023 | 1º settembre 2023 |
| 3  | In the Room        | Non farsi schiacciare     | 22 febbraio 2023 | 1º settembre 2023 |
| 4  | A Bird in the Hand | Non darsi per vinti       | 1º marzo 2023    | 4 settembre 2023  |
| 5  | No Place Like Home | Nessun posto è come casa  | 8 marzo 2023     | 4 settembre 2023  |
| 6  | Mic Drop           | Grandi gioie              | 15 marzo 2023    | 5 settembre 2023  |
| 7  | Spilled Milk       | Pace con il passato       | 22 marzo 2023    | 5 settembre 2023  |
| 8  | Dear Diary         | Conflitti risolti         | 29 marzo 2023    | 6 settembre 2023  |
| 9  | Father's Day       | Buona festa del papà      | 5 aprile 2023    | 6 settembre 2023  |
| 10 | The Salesman       | Venditore nell'anima      | 12 aprile 2023   | 7 settembre 2023  |
| 11 | Ironic             | Nessun momento da perdere | 19 aprile 2023   | 7 settembre 2023  |
| 12 | Tough Stuff        | Onorare ogni momento      | 26 aprile 2023   | 8 settembre 2023  |
| 13 | One Big Thing      | L'amore più grande        | 3 maggio 2023    | 8 settembre 2023  |